# Глинна
Гли́нна —  село в Україні, у Козівській селищній громаді, Тернопільського району Тернопільської області. Розташоване на річці Стрипа, на півночі району. Адміністративний центр колишньої сільради, якій було підпорядковане село Золочівка. 
До села приєднано хутір Окопи.
Населення — 585 осіб (2003).

## Історія
Перша писемна згадка — 1502.
1626 року внаслідок нападу татар село було зруйноване на 54%.
Діяло товариство «Просвіта» (від 1924).
12 червня 2020 року, відповідно до розпорядження Кабінету Міністрів України № 724-р «Про визначення адміністративних центрів та затвердження територій територіальних громад Тернопільської області» увійшло до складу Козівської селищної громади.
19 липня 2020 року, в результаті адміністративно-територіальної реформи та ліквідації Козівського району, село увійшло до складу Тернопільського району.

## Населення
Населення села в минулому:
| Рік  | Число осіб | Українців греко-католиків | Поляків та римо-католиків | Польських колоністів | Євреїв |
| ---- | ---------- | ------------------------- | ------------------------- | -------------------- | ------ |
| 1900 | 1071       | 919                       | 74                        | 0                    | 78     |
| 1939 | ▲ 1440     | ▲ 1230                    | ▼ 35                      | 150                  | ▼ 25   |

Місцева говірка належить до наддністрянського говору південно-західного наріччя української мови.

### Мова
Розподіл населення за рідною мовою за даними перепису 2001 року:
| Мова       | Кількість | Відсоток |
| ---------- | --------- | -------- |
| українська | 603       | 100%     |

## Пам'ятки
Є стара церква архістратига Михаїла (1856) та нова церква святого архістратига Михаїла (1994), «фігура» на честь скасування панщини.
Споруджено пам'ятник воїнам-односельцям, полеглим у німецько-радянській війні (1985).
Могила борцям за волю України. Могили австрійських воїнів (1917) та могила німецьких воїнів часів Другої світової війни.

### Скульптура святого Іоана Непомука
Виготовлена із каменю самодіяльними майстрами. Встановлена ХІХ ст. на вулиці Загороди, біля дерев’яної церкви (пам'ятка монументального мистецтва).
Скульптура — 0,9 м, постамент — 0,7х0,4х0,35 м, площа — 0,0003 га.

## Соціальна сфера
Діють гімназія І-ІІ ступеня, Будинок культури, бібліотека, ФАП.

## Відомі люди

### Народилися
- співачка Н. Велеховська,
- різьбяр М. Дудар
- військовий Володимир Баб'як

## Галерея

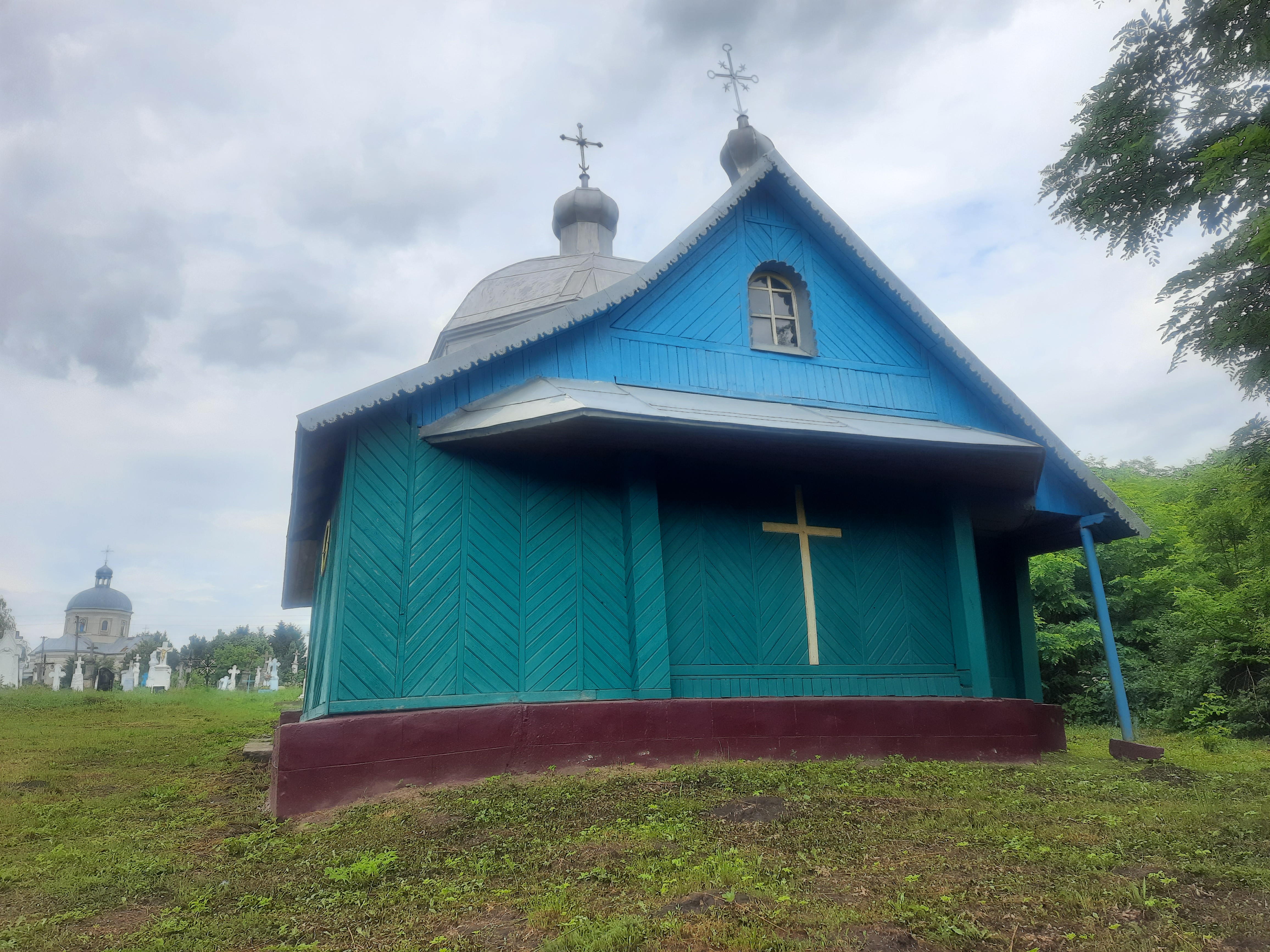
Церква святого архістратига Михаїла
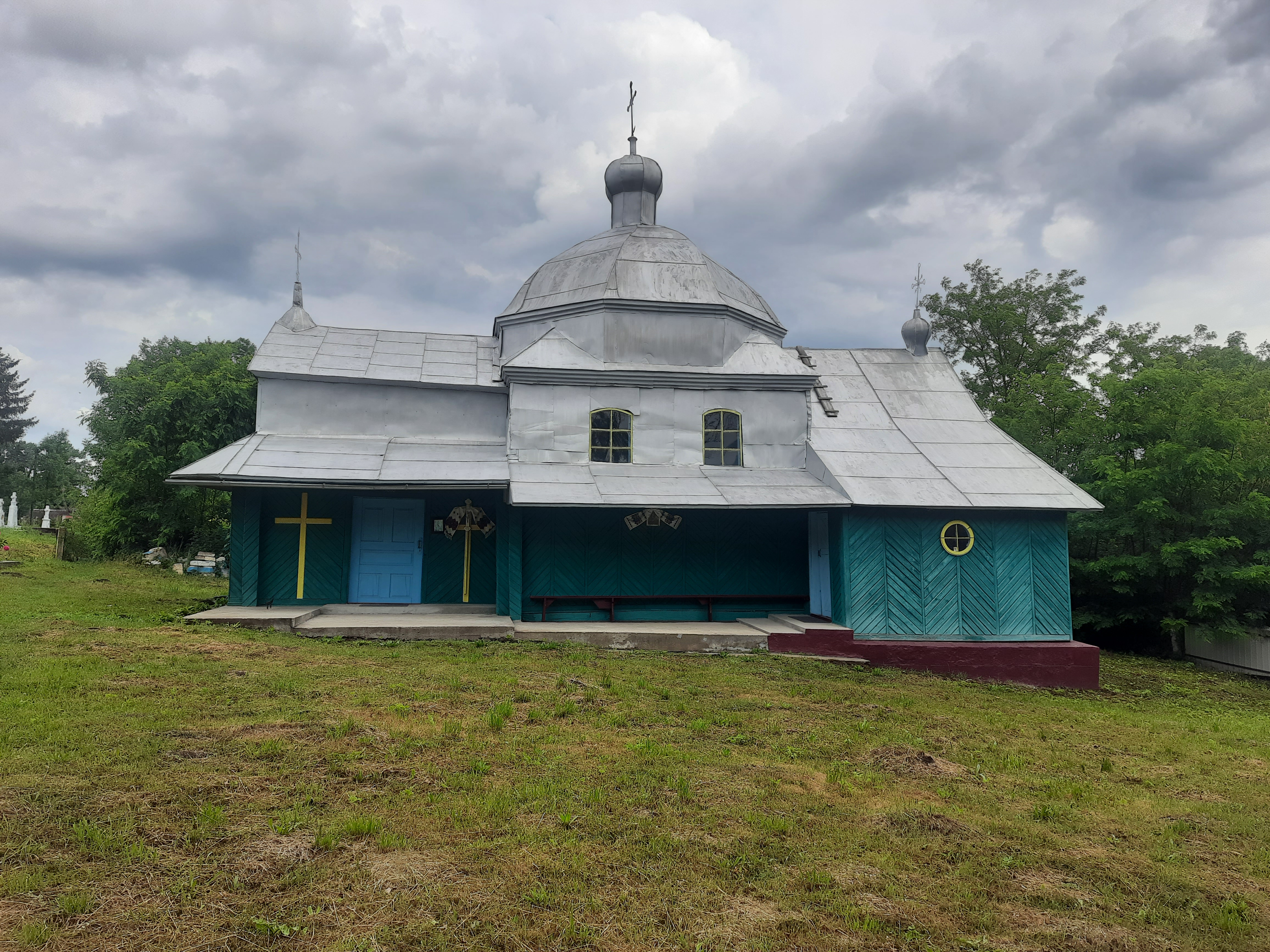
Церква святого архістратига Михаїла
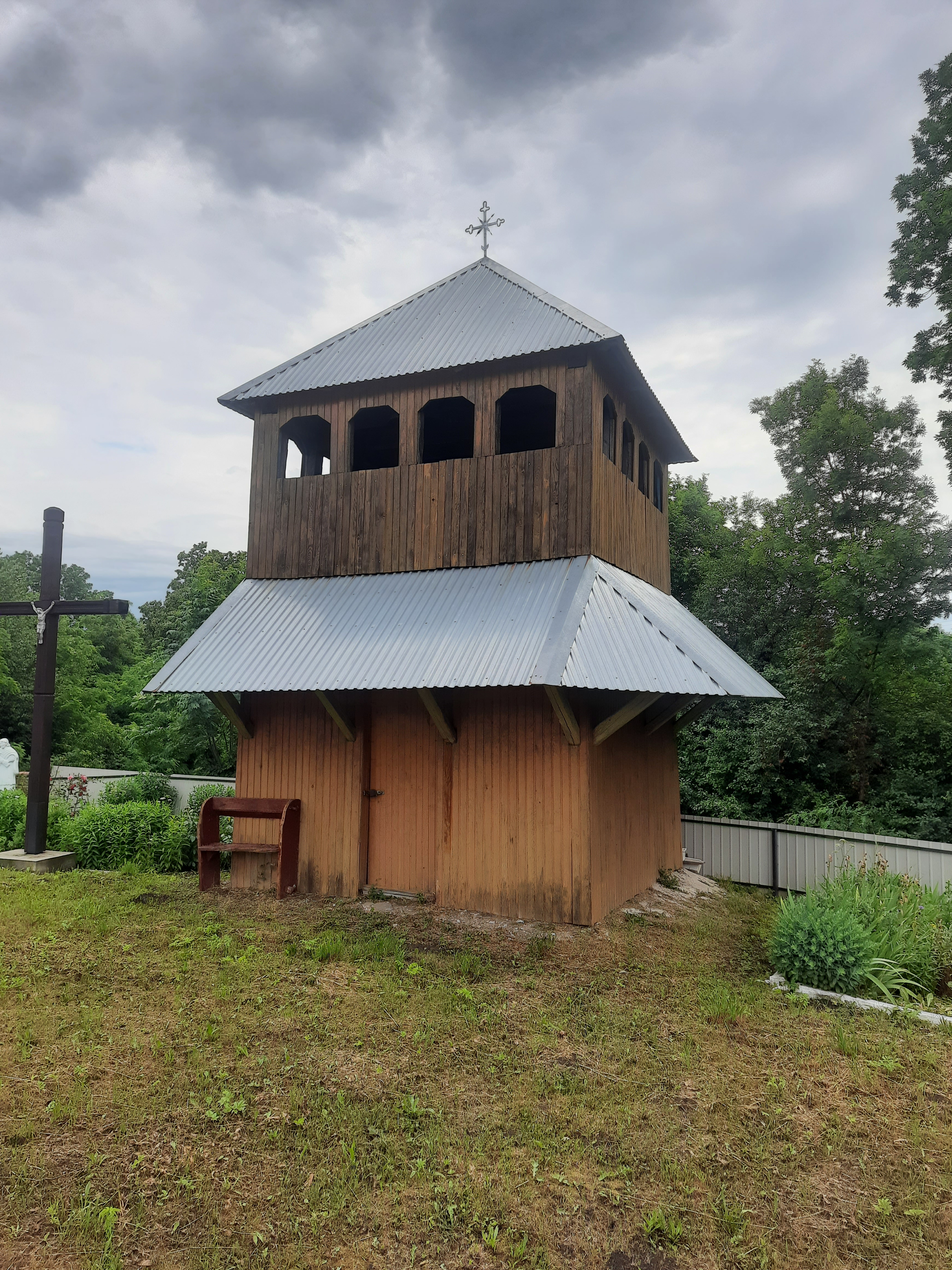
Дзвіниця церкви святого архістратига Михаїла
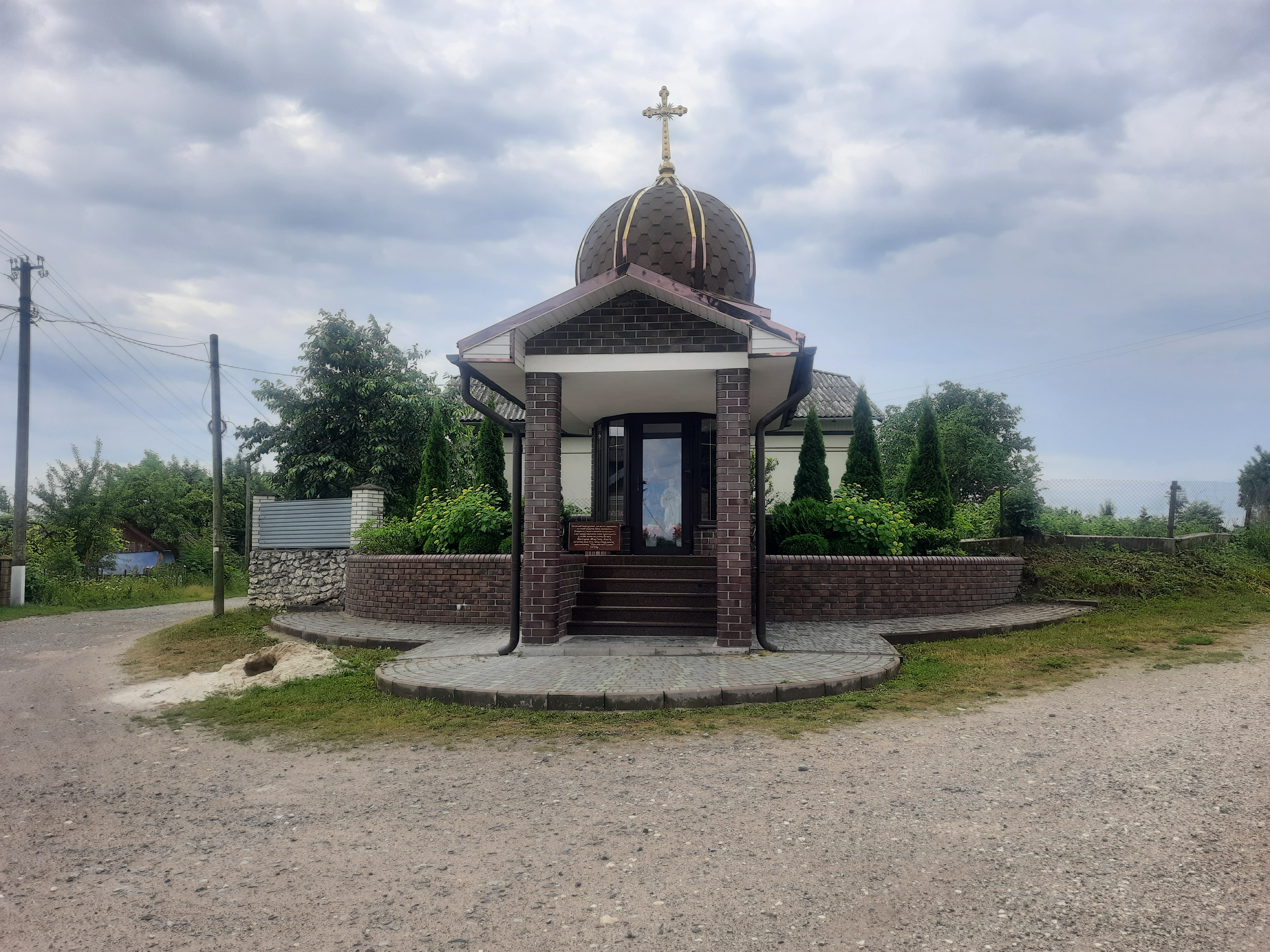
Капличка
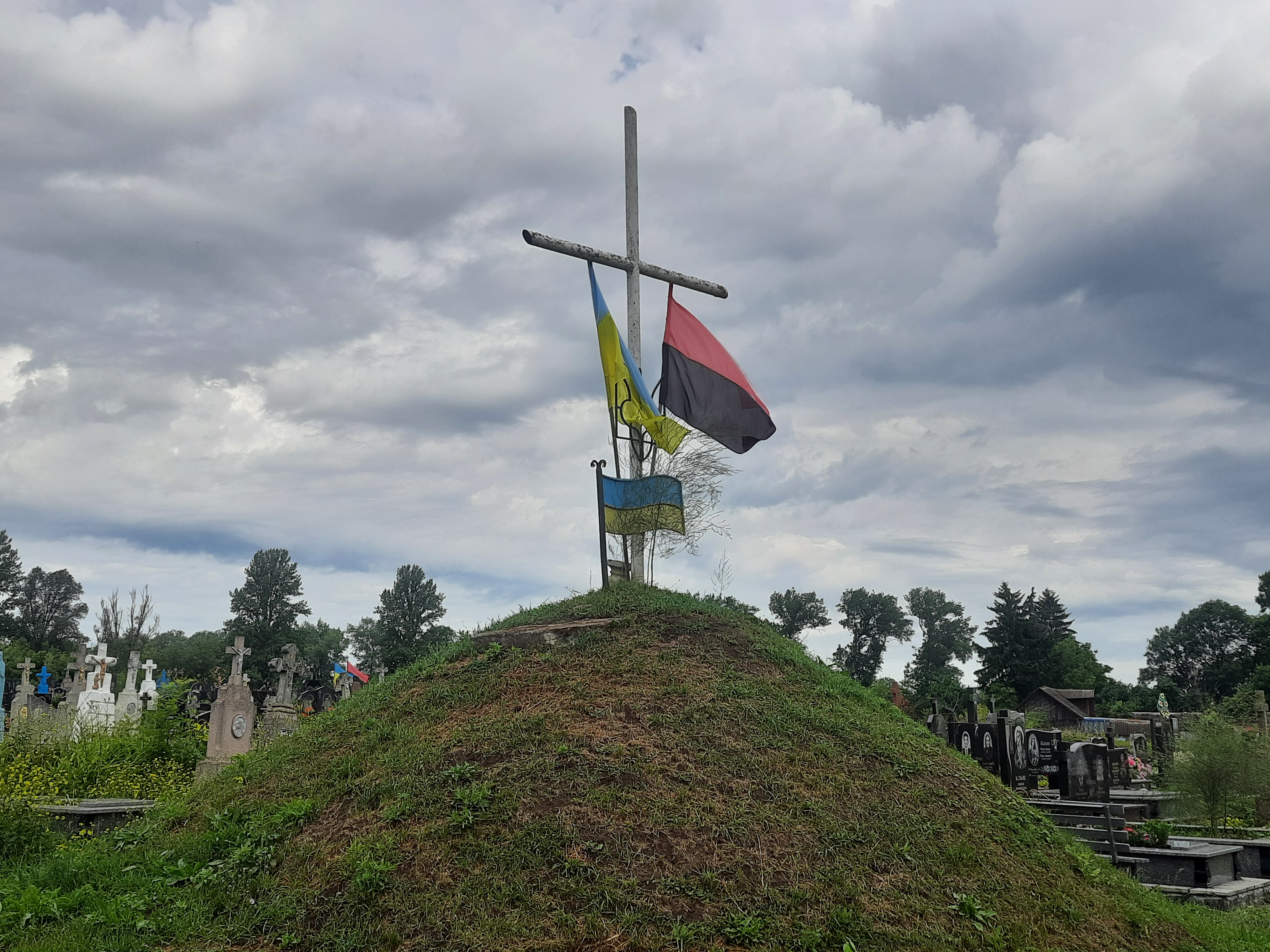
Символічна могила Борцям за волю України